# Poboru
Poboru – wieś w Rumunii, w okręgu Aluta, w gminie Poboru. W 2011 roku liczyła 522 mieszkańców.